# Joeri Verlinden
Joeri Verlinden, né le 22 janvier 1988 est un nageur néerlandais en activité spécialiste des épreuves de papillon. Actif au niveau international depuis 2006, il est finaliste olympique en 2012 et a remporté cinq médailles aux Championnats d'Europe dont quatre en individuel.

## Palmarès

### Jeux olympiques
- 2012 à londres
  - 6e de la finale du 100 m papillon
  - 7e de la finale du relais 4 × 100 m quatre nages.

### Championnats d'Europe

#### Grand bassin
- Championnats d'Europe 2010 à Budapest (Hongrie) :
  -  Médaille d'argent du 100 m papillon.
  -  Médaille de bronze du relais 4 × 100 m quatre nages.

#### Petit bassin
- Championnats d'Europe 2010 à Budapest (Hongrie) :
  -  Médaille d'argent du 100 m papillon.
  -  Médaille de bronze du 50 m papillon.
- Championnats d'Europe 2012 à Chartres (France) :
  -  Médaille de bronze du 200 m papillon